# Liste der Kulturdenkmäler in Hartenfels
In der Liste der Kulturdenkmäler in Hartenfels sind alle Kulturdenkmäler der rheinland-pfälzischen Ortsgemeinde Hartenfels aufgeführt. Grundlage ist die Denkmalliste des Landes Rheinland-Pfalz (Stand: 21. Dezember 2021).

## Denkmalzonen
| Bezeichnung                            | Lage                                  | Baujahr                           | Beschreibung | Bild                           |
| -------------------------------------- | ------------------------------------- | --------------------------------- | --- | ------------------------------ |
| Denkmalzone Burgruine Hartenfels       | Hauptstraße Lage                      | vor 1249                          | sogenannte „Schmanddippe“; Gipfelburg, salische Gründung, nach einem Brand 1477 wiederhergestellt, 1593 schon teilweise verfallen; runder Hauptturm, Fragmente eines rechteckigen Bauteils, Mauerreste des Berings          | weitere Bilder Fotos hochladen |
| Denkmalzone Dorfmittelpunkt Hartenfels | Hauptstraße 9 und 11, Kirchweg 1 Lage | 1863/64                           | Baugruppe aus drei kirchlichen bzw. öffentlichen Bauten an der westlichen Hauptstraße: die katholische Pfarrkirche, flankiert von Schule (Hauptstraße 9) und Pfarrhaus (Hauptstraße 11), allesamt Bruchsteinbauten, 1863/64 | Fotos hochladen                |
| Denkmalzone Jüdischer Friedhof         | Kurfürstenstraße, Hochstraße Lage     | erste Hälfte des 19. Jahrhunderts | von Hecken umgebenes Areal mit 20 bis 30 Grabsteinen | weitere Bilder Fotos hochladen |

## Einzeldenkmäler
| Bezeichnung                          | Lage                                | Baujahr   | Beschreibung                                                                                   | Bild                           |
| ------------------------------------ | ----------------------------------- | --------- | ---------------------------------------------------------------------------------------------- | ------------------------------ |
| Schulhaus                            | Hauptstraße 9 Lage                  | 1864      | ehemalige Schule; Bruchsteinbau mit Freitreppe, 3 × 3 Achsen, bezeichnet 1864; mit Ausstattung | Fotos hochladen                |
| Pfarrhaus                            | Hauptstraße 11 Lage                 | 1864      | Pfarrhaus, Bruchsteinbau, bezeichnet 1864                                                      | Fotos hochladen                |
| Katholische Pfarrkirche St. Antonius | Kirchweg 1 Lage                     | nach 1863 | Saalbau, nach 1863                                                                             | weitere Bilder Fotos hochladen |
| Wegekreuz                            | südlich des Ortes an der K 137 Lage |           | Wegekreuz, Holz                                                                                | weitere Bilder Fotos hochladen |